# Grubsza sprawa
Grubsza sprawa (ang. Thick and Thin, 2006) – amerykański serial komediowy nadawany przez stację NBC. W Polsce nadawany dawniej na kanale TVN 7.

## Opis fabuły
Mary (Jessica Capshaw) była kiedyś grubą, pełną kompleksów, nieszczęśliwą mężatką. Na szczęście to już zamierzchła przeszłość. Po długiej walce z nadwagą osiąga wreszcie wymarzony sukces i sylwetkę, której mogą jej pozazdrościć inne kobiety. Dziś jest szczupła i wysportowana, inaczej patrzy też na wiele spraw. Pewna siebie, piękna, podejmuje ważną życiową decyzję, dotyczącą jej niezbyt udanego małżeństwa. Po rozwodzie próbuje rozpocząć nowe życie, co wcale nie jest takie proste. Chociaż Mary jest już inna, jej otoczenie postrzega ją jak dawniej. Wszyscy traktują ją jakby nadal była gruba i zakompleksiona, choć często sami mają problemy z nadwagą i niską samooceną. Czy krótki romans z byłym mężem przyniesie jej szczęście i sprawi, że wreszcie poczuje się spełniona i akceptowana przez otoczenie.

## Obsada
- Jessica Capshaw jako Mary
- Loni Love jako Viola
- Amy Halloran
- Chris Parnell
- Martin Mull
- Sharon Gless
- Mel Rodriguez

i inni